# Dysprosium
Dysprosium (chemická značka Dy, latinsky Dysprosium) je měkký stříbřitě bílý, přechodný kovový prvek, 10. člen skupiny lanthanoidů. Nachází využití při výrobě speciálních slitin pro jadernou energetiku a při výrobě laserů.

## Základní fyzikálně-chemické vlastnosti
Dysprosium je stříbřitě bílý, měkký přechodný kov.

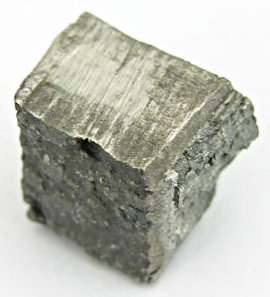
Dysprosium

Chemicky je dysprosium méně reaktivní než předchozí prvky ze skupiny lanthanoidů. Na suchém vzduchu je prakticky stálé, ve vlhkém prostředí se pomalu pokrývá vrstvičkou oxidu. Snadno se rozpouští v běžných minerálních kyselinách za vývoje vodíku.
Ve sloučeninách se vyskytuje pouze v mocenství Dy3+. Soli Dy3+ vykazují vlastnosti podobné sloučeninám ostatních lanthanoidů a hliníku. Všechny tyto prvky tvoří například vysoce stabilní oxidy, které nereagují s vodou a jen velmi obtížně se redukují. Ze solí anorganických kyselin jsou důležité především fluoridy a fosforečnany, jejich nerozpustnost ve vodě se používá k separaci lanthanoidů od jiných kovových iontů. Dysprosité soli mají obvykle žlutou barvu.
Dysprosium objevil roku 1886 francouzský chemik Paul-Émile Lecoq de Boisbaudran jako nečistotu ve zkoumaném oxidu erbitém. Elementární čisté dysprosium bylo vyrobeno teprve kolem roku 1950 užitím techniky ionexové separace.

## Výskyt a výroba
Dysprosium je v zemské kůře obsaženo v koncentraci přibližně 3 – 4,5 mg/kg, o jeho obsahu v mořské vodě údaje chybí. Ve vesmíru připadá jeden atom dysprosia na 100 miliard atomů vodíku.
V přírodě se dysprosium vyskytuje pouze ve formě sloučenin. Neexistují však ani minerály, v nichž by se některé lanthanoidy (prvky vzácných zemin) vyskytovaly samostatně, ale vždy se jedná o minerály směsné, které obsahují prakticky všechny prvky této skupiny. Mezi nejznámější patří monazity (Ce,La,Th,Nd,Y)PO4 a xenotim, chemicky fosforečnany lanthanoidů , dále bastnäsity (Ce,La,Y)CO3F – směsné flourouhličitany prvků vzácných zemin a např. minerál euxenit (Y,Ca,Ce,U,Th)(Nb,Ta,Ti)2O6.
Velká ložiska těchto rud se nalézají ve Skandinávii, USA, Číně a Vietnamu. Významným zdrojem jsou i fosfátové suroviny – apatity z poloostrova Kola v Rusku. V roce 2018 byl ohlášen nález ložiska bohatého na yttrium, dysprosium, europium a terbium poblíž japonského ostrůvku Minamitori (asi 1 850 km jihovýchodně od Tokia)
Vzhledem k omezené dostupnosti hrozí v nejbližších letech kritický nedostatek zdrojů prvku pro technologické využití. Výše uvedený nález by mohl tuto situaci změnit.
Při průmyslové výrobě prvků vzácných se jejich rudy nejprve louží směsí kyseliny sírové a chlorovodíkové a ze vzniklého roztoku solí se přídavkem hydroxidu sodného vysráží hydroxidy.
Separace jednotlivých prvků se provádí řadou různých postupů – kapalinovou extrakcí, za použití ionexových kolon nebo selektivním srážením nerozpustných komplexních solí.
Příprava čistého kovu se obvykle provádí redukcí oxidu dysprosia Dy2O3 elementárním vápníkem.
Dy2O3 + 3 Ca → 2 Dy + 3 CaO

## Použití a sloučeniny
- Podobně jako gadolinium, vykazuje dysprosium vysoký účinný průřez pro záchyt tepelných neutronů a jeho slitiny s niklem jsou často používaným materiálem pro výrobu moderátorových tyčí v jaderných reaktorech. Zasunutím těchto tyčí do nitra reaktoru dojde k poklesu neutronového toku a tím zpomalení štěpné reakce.
- Světelné výbojky plněné halogenidy dysprosia jsou zdrojem velmi intenzivního světelného záření a nacházejí proto uplatnění především ve filmařském průmyslu a dalších speciálních aplikacích s požadavky na mohutný světelný tok.
- Společně s vanadem se dysprosium uplatňuje při výrobě laserů.